# Marzymięta

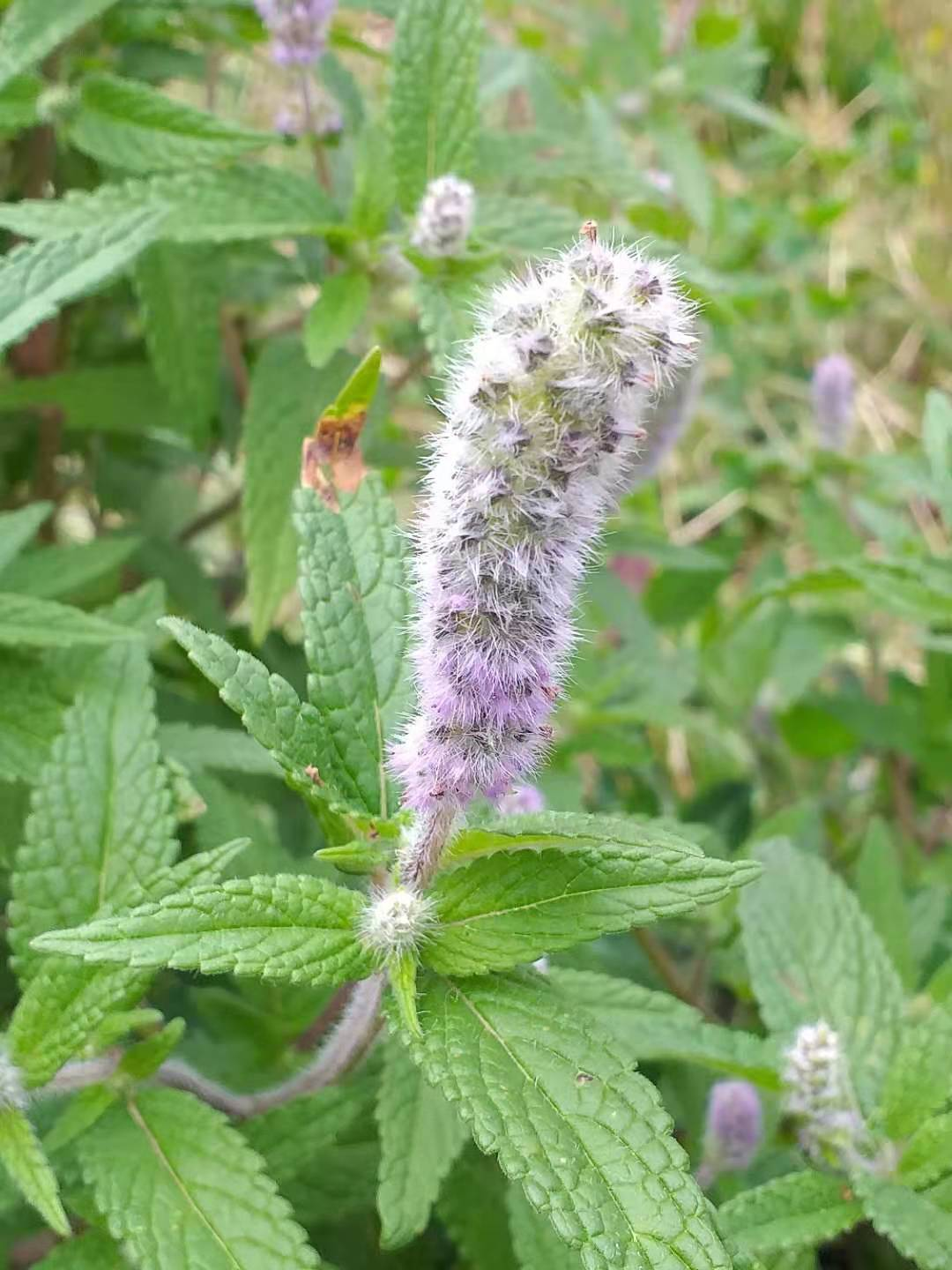
Marzymięta grzebieniasta

Marzymięta, elszolcja (Elsholtzia Willd.) – rodzaj roślin z rodziny jasnotowatych. Obejmuje 42 gatunki. Rośliny te występują w Azji – od Syberii po Kamczatkę i dalej na południe po Półwysep Indyjski, Sumatrę, Jawę i Celebes (w strefie międzyzwrotnikowej rosną w górach). Centrum zróżnicowania jest w Chinach, gdzie rosną 33 gatunki. Rośliny introdukowane z tego rodzaju występują także w Europie Wschodniej i Środkowej oraz w Ameryce Północnej. W Polsce rośnie jako gatunek introdukowany i zadomowiony marzymięta grzebieniasta E. ciliata.
Elsholtzia splendens jest bioindykatorem miedzi. Marzymięta grzebieniasta wykorzystywana jest jako warzywo, roślina ozdobna, a w Japonii stosowana była w przypadku dolegliwości związanych z kacem.

## Morfologia
PokrójRośliny zielne, półkrzewy i krzewy.
KwiatyWyrastające w nibyokółkach zebranych w szczytowej części pędu w gęsto skupionych lub przerywanych kłosach lub główkach, czasem w wiechach. Przysadki równowąskie, lancetowate, wachlarzowate do szerokojajowatych. Kielich zrosłodziałkowy, walcowaty lub dzwonkowaty, z 5 ząbkami równej długości lub dwoma dłuższymi. Korona biała, żółtawa lub różowa, dwuwargowa. Po zewnętrznej stronie owłosiona i gruczołowata, od wewnątrz owłosiona lub naga. U nasady zrośnięte płatki tworzą prostą lub lekko wygiętą rurkę nieco tylko dłuższą od kielicha. Rurka rozszerza się lejkowato z końcami płatków tworzących górną wargę wyprostowanymi (są one zrośnięte w całobrzegą lub wyciętą łatkę). Dolna warga jest rozpostarta, zwieńczona trzema całobrzegimi klapami, z których środkowa jest największa. Cztery pręciki w dwóch parach, z których górna jest dłuższa. Z reguły pręciki wystają z rurki korony, a ich nitki są nagie. Zalążnia jest naga. Szyjka słupka pojedyncza, z głęboko dwudzielnym znamieniem o szydlastych i zwykle równych ramionach.
OwoceCzterodzielne rozłupnie, rozpadające się na cztery jajowate lub owalne, nagie lub słabo owłosione rozłupki.

## Systematyka
Pozycja systematyczna
Rodzaj z plemienia Elsholtzieae z podrodziny Nepetoideae z rodziny jasnotowatych (Lamiaceae).
Wykaz gatunków
- Elsholtzia amurensis Prob.
- Elsholtzia angustifolia (Loes.) Kitag.
- Elsholtzia argyi H.Lév.
- Elsholtzia beddomei C.B.Clarke ex Hook.f.
- Elsholtzia blanda (Benth.) Benth.
- Elsholtzia bodinieri Vaniot
- Elsholtzia capituligera C.Y.Wu
- Elsholtzia cephalantha Hand.-Mazz.
- Elsholtzia ciliata (Thunb.) Hyl. – marzymięta grzebieniasta
- Elsholtzia communis (Collett & Hemsl.) Diels
- Elsholtzia concinna Vautier
- Elsholtzia cyprianii (Pavol.) C.Y.Wu & S.Chow
- Elsholtzia densa Benth.
- Elsholtzia eriocalyx C.Y.Wu & S.C.Huang
- Elsholtzia eriostachya (Benth.) Benth.
- Elsholtzia feddei H.Lév.
- Elsholtzia flava (Benth.) Benth.
- Elsholtzia fruticosa (D.Don) Rehder
- Elsholtzia glabra C.Y.Wu & S.C.Huang
- Elsholtzia griffithii Hook.f.
- Elsholtzia heterophylla Diels
- Elsholtzia hunanensis Hand.-Mazz.
- Elsholtzia kachinensis Prain
- Elsholtzia lamprophylla C.L.Xiang & E.D.Liu
- Elsholtzia litangensis C.X.Pu & W.Y.Chen
- Elsholtzia luteola Diels
- Elsholtzia minima Nakai
- Elsholtzia myosurus Dunn
- Elsholtzia nipponica Ohwi
- Elsholtzia ochroleuca Dunn
- Elsholtzia oldhamii Hemsl.
- Elsholtzia penduliflora W.W.Sm.
- Elsholtzia pilosa (Benth.) Benth.
- Elsholtzia pubescens Benth.
- Elsholtzia pygmaea W.W.Sm.
- Elsholtzia rugulosa Hemsl.
- Elsholtzia souliei H.Lév.
- Elsholtzia splendens Nakai ex F.Maek.
- Elsholtzia stachyodes (Link) Raizada & H.O.Saxena
- Elsholtzia stauntonii Benth. – marzymięta Stautona[9]
- Elsholtzia strobilifera (Benth.) Benth.
- Elsholtzia winitiana Craib